# 6130 Hutton
För andra betydelser, se Hutton.
6130 Hutton eller 1989 SL5 är en asteroid i huvudbältet som upptäcktes den 24 september 1989 av den australiensiske astronomen Robert H. McNaught vid Siding Spring-observatoriet. Den är uppkallad efter geologen James Hutton.
Asteroiden har en diameter på ungefär 3 kilometer.